# Necatia
Necatia Özdikmen, 2007 è un genere di ragni appartenente alla famiglia Salticidae.

## Etimologia
Il nome del genere è in onore di Necati Bingöl.

## Caratteristiche
Il cefalotorace, visto dall'alto, è a forma di U, leggermente arrotondato frontalmente. Le femmine sono un po' più grandi, raggiungendo la lunghezza di 6 millimetri. Gli occhi posteriori laterali sono un po' staccati dal resto del pattern oculare essendo posti quasi al centro del cefalotorace.
L'opistosoma è più lungo che largo. Le zampe sono provviste di tricobotri. Schenkel descrisse l'esemplare di un complessivo colore nero brunastro, il che non è sorprendente per un campione che si è conservato così a lungo: infatti questo singolo esemplare femminile venne reperito da A. David nel 1872 e descritto solo 90 anni dopo.

## Distribuzione
L'unica specie oggi nota di questo genere è stata rinvenuta nella Cina meridionale, nello Stato di Zhejiang.

## Tassonomia
Questo genere ha avuto un cursus tassonomico piuttosto travagliato: precedentemente denominato Davidina Brignoli, 1985; da Özdikmen nel 2007 fu cambiato in quanto lo stesso nome designava un genere dei lepidotteri, tribù Satyrini, descritto precedentemente da Oberthür nel 1879.
A sua volta lo stesso nome Davidina era il rimpiazzo dell'originale Davidia Schenkel, 1963, con cui furono nominati gli esemplari descritti per la prima volta, in quanto Davidia era il nome di un genere di molluschi fossili della famiglia Cycloconchidae già descritto precedentemente da Hicks nel 1873.
A giugno 2011, si compone di una specie:
- Necatia magnidens (Schenkel, 1963) — Cina